# Hymenia nigerrimalis
Hymenia nigerrimalis là một loài bướm đêm trong họ Crambidae.